# Farsakh

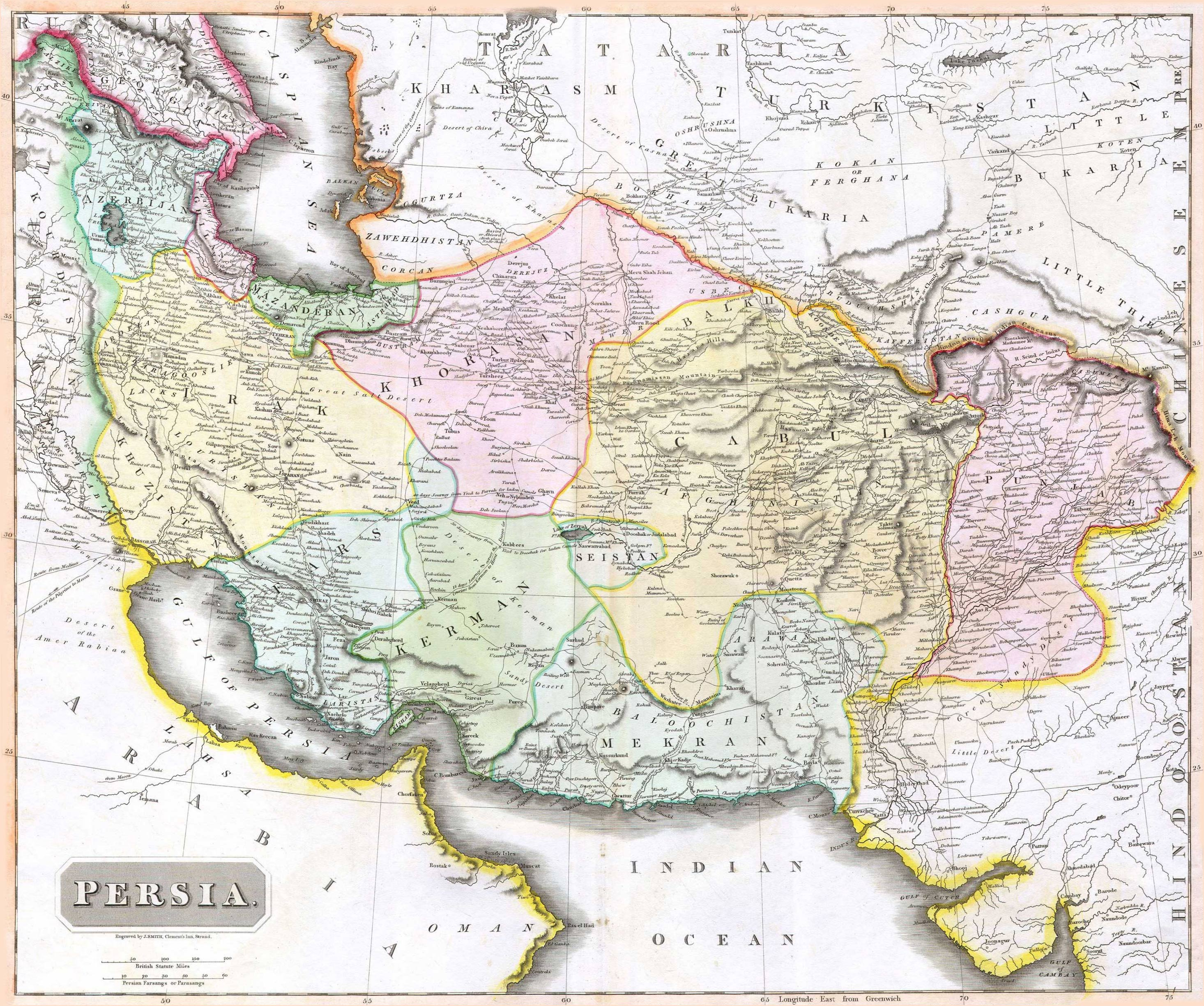
En karta från 1814 över Persien under Qajar-dynastin, med skalor i det nedre vänstra hörnet för både brittiska miles och persiska farsang eller parasang.

Farsakh (arabiska: فرسخ), även parasang på fornpersiska, är en längdenhet som motsvarar 6,25 kilometer. Enligt islamiska källor har det nämnts att en farsakh är ungefär 5-5,5 km. För att en resa ska räknas som en rättslig resa i islamisk rättsvetenskap anser shiamuslimska maraji' al-taqlid att man måste resa åtminstone 8 farsakh fram och tillbaka. De fyra sunnitiska rättsskolorna anser att man måste resa 16-24 farsakh beroende på vilken skola man följer. Resor påverkar ens fasta på sådant vis att man inte ska fasta då man är på resande fot (enligt dess villkor), och även hur man ber sina böner.